# US Lecce
US Lecce este un club de fotbal din Italia care evoluează în Serie A.

## Istoric
La 15 martie 1908 s-a născut Sporting Club Lecce, activ în atletism, ciclism și fotbal. În acel an, primul președinte al clubului a fost Francesco Marangi. În 1922, Sporting a participat (în grupa Apuliană) la campionatul național de Divizia a II-a, în care a câștigat prima promovare din istoria fotbalului Lecce. În 1923 a participat la Prima Divizie. Odată cu apariția fascismului, US Lecce s-a născut la 16 septembrie 1927 din fuziunea dintre FBC Juventus, SC Lecce și Gladiator. Culorile adoptate de noul club sunt alb-negru, care lasă loc galbenului și roșului în 1929, când giallorossi sunt promovați în Serie B pentru prima dată în istoria lor. Între anii 1930-1940, clubul și-a suspendat activitatea de mai multe ori. Întors în Serie B în 1946, după trei ani în cadeterie, din 1949 a trecut printr-o fază de criză, care a atins apogeul în 1955 odată cu retrogradarea în Serie a IV-a, de la care Giallorossi vor reveni în C în 1958.
Salentinii, care s-au mutat pe stadionul Via del Mare în 1966, au revenit în divizia a doua la sfârșitul sezonului 1975-1976, câștigând campionatul, Cupa Italiei Serie C, în finala căreia au învins Monza cu 1- 0, și semiprofesioniștii Cupei Italo-Engleze, după ce a răsturnat înfrângerea în deplasare împotriva lui Scarborough cu o victorie cu 4-0 (1-0 în Anglia). În această perioadă, echipa Salento a stabilit o serie de premiere pentru categorie și, de asemenea, câteva recorduri absolute, precum cel din 1974-1975, când portarul Emmerich Tarabocchia a rămas neînvins timp de 1791 de minute, încă recordul italian în primele trei categorii ale campionat.
După unele salvări suferite în seria de cadeți la începutul anilor optzeci, în sezonul 1983-1984, sub îndrumarea lui Eugenio Fascetti, echipa președintelui Franco Jurlano a terminat pe locul patru într-un turneu marcat de tragicul deces într-un accident de mașină, pe 2 decembrie 1983, de către jucătorii giallorossi Michele Lorusso și Ciro Pezzella. Lorusso este încă deținătorul recordului de apariție al lui Lecce, cu 418 meciuri jucate în tricoul lui Giallorossi. Sezonul 1984-1985 este cel al promovării în Serie A: acasă la Monza, pe 16 iunie 1985, meciul se termină 1-1, rezultat care îi permite Lecce-ului lui Fascetti să câștige campionatul împreună cu Pisa, cu 50 de puncte obținute în 38 de jocuri. , și să aterizeze pentru prima dată în primul zbor. În 1985-1986, Lecce a retrogradat în cadeterie, dar în penultima zi, deja retrogradată aritmetic, a învins-o pe Roma la Olimpico (prima victorie în deplasare a lui Salento în Serie A), privându-i de Scudetto, care a mers la Juventus după victorie. la Via de la mare împotriva Salento în runda următoare.
Între mijlocul anilor optzeci și anii 2010, Lecce a făcut navetă între Serie B și Serie A, jucând cu o ocazie (1995-1996) în seria a treia. Remarcăm sezonul 1988-1989, când, sub îndrumarea lui Carlo Mazzone, giallorossi au obținut prima salvare în Serie A și un istoric istoric pe locul nouă (31 de puncte). Retrogradat în Serie C1 în 1995, în perioada de doi ani 1995-1997, sub îndrumarea lui Gian Piero Ventura, Lecce a obținut două promovări consecutive, trecând din a treia în prima divizie în doi ani, pentru ca apoi să retrogradeze din nou în 1998. și să obțină o nouă promovare la A în anul următor. La începutul anilor 2000, clubul Salento și-a continuat alternanța între A și B: în sezonul 2004-2005, în Serie A, sub îndrumarea lui Zdeněk Zeman, a terminat pe locul 11 cu al doilea cel mai bun atac din ligă (din nou în acel sezon este clubul care, pentru prima dată în istoria Seriei A, nu retrogradează în ciuda faptului că are cea mai învinsă apărare din campionat).
În sezonul 2009-2010, pentru prima dată în istoria sa, clubul Salento a câștigat campionatul Serie B și a ridicat Cupa Ali della Vittoria la cer. După două sezoane în Serie A, la sfârșitul sezonului 2011-2012 Lecce, retrogradat în Serie B pe teren, a fost retrogradat în Lega Pro Prima Divisione pentru infracțiuni sportive; la scurt timp, după 18 ani, proprietatea clubului a trecut de la familia Semeraro la familia Tesoro, a cărei conducere a durat trei ani marcați de încercări zadarnice de promovare în seria cadetelor, pe care giallorossi i-au ratat de mai multe ori. Preluat în 2015 de consorțiul de antreprenori din Lecce condus de avocatul Saverio Sticchi Damiani, clubul a recăpătat Seria B prin câștigarea campionatului Seriei C în 2017-2018. În sezonul următor, pentru a doua oară în istoria sa, Lecce a reușit, sub îndrumarea lui Fabio Liverani, săritura dublă din Serie C în Serie A, pentru a reveni apoi în seria de cadeți. În sezonul 2021-2022, giallorossii au câștigat campionatul din Serie B și au câștigat trofeul Nexus, revenind astfel în clasamentul de vârf, unde au obținut salvarea.

## Jucători

### Lotul sezonului 2024-25
La 11 august 2024.
| Nr. |            | Poziție | Jucător                                  |
| --- | ---------- | ------- | ---------------------------------------- |
| 1   | Germania   | P       | Christian Früchtl                        |
| 4   | Angola     | F       | Kialonda Gaspar                          |
| 5   | Albania    | M       | Medon Berisha                            |
| 6   | Italia     | F       | Federico Baschirotto (vice-căpitan)      |
| 7   | Spania     | M       | Tete Morente                             |
| 8   | Tunisia    | M       | Hamza Rafia                              |
| 9   | Muntenegru | A       | Nikola Krstović                          |
| 10  | Franța     | M       | Rémi Oudin                               |
| 11  | Italia     | A       | Nicola Sansone                           |
| 13  | Danemarca  | F       | Patrick Dorgu                            |
| 14  | Islanda    | M       | Þórir Helgason                           |
| 17  | Franța     | F       | Valentin Gendrey                         |
| 18  | Italia     | M       | Giacomo Faticanti                        |
| 19  | Polonia    | A       | Marcin Listkowski                        |
| 20  | Albania    | M       | Ylber Ramadani (al 3-lea căpitan)        |
| 21  | Franța     | F       | Andy Pelmard (împrumutat de la Clermont) |
| 22  | Zambia     | A       | Lameck Banda                             |

| Nr. |                   | Poziție | Jucător                                   |
| --- | ----------------- | ------- | ----------------------------------------- |
| 23  | România           | A       | Rareș Burnete                             |
| 24  | Belgia            | F       | Mats Lemmens                              |
| 25  | Italia            | F       | Antonino Gallo                            |
| 26  | Suedia            | F       | Zinedin Smajlović                         |
| 27  | Republica Irlanda | M       | Ed McJannet                               |
| 29  | Maroc             | M       | Youssef Maleh                             |
| 30  | Italia            | P       | Wladimiro Falcone                         |
| 31  | Suedia            | A       | Joel Voelkerling Persson                  |
| 32  | Finlanda          | P       | Jasper Samooja                            |
| 33  | Finlanda          | M       | Henri Salomaa                             |
| 36  | Polonia           | M       | Filip Marchwiński                         |
| 50  | Argentina         | A       | Santiago Pierotti                         |
| 75  | Franța            | M       | Balthazar Pierret                         |
| 77  | Franța            | M       | Mohamed Kaba                              |
| 83  | Cehia             | M       | Daniel Samek                              |
| 98  | România           | P       | Alexandru Borbei                          |
| 90  | Haiti             | A       | Hantz Jerly Delva (împrumutat de la Roma) |

### Jucători faimoși
- Marco Amelia
- Sergio Brio
- Pasquale Bruno
- Marco Cassetti
- Franco Causio
- Antonio Conte
- Samuele Dalla Bona
- Alberto Di Chiara
- Stefano Di Chiara
- Marco Donadel
- Matteo Ferrari
- Giuseppe Giannini
- Cristiano Lucarelli
- Francesco Moriero
- Graziano Pellè
- Max Tonetto
- Pietro Paolo Virdis
- Juan Alberto Barbas
- Cristian Ledesma
- Pedro Pablo Pasculli
- Francisco Lima
- Mazinho
- Luís Carlos Tóffoli
- Valeri Bojinov
- Jaime Valdés
- Davor Vugrinec
- Danny Dichio
- Alexei Eremenko
- Wilfried Dalmat
- István Vincze
- Souleymane Diamoutene
- Gheorghe Popescu
- Mirko Vučinić
- David Sesa
- Klas Ingesson
- Sebastjan Cimirotič
- Javier Chevantón
- Sergei Aleinikov
- Massimo Margiotta
- Dejan Govedarica
- Dimitrios Papadopoulos

### Recorduri
Primii 10 golgheteri
| Jucător            | Goluri |  |
| ------------------ | ------ |  |
| Anselmo Bislenghi  | 87     |  |
| Franco Cardinali   | 66     |  |
| Pedro Pasculli     | 54     |  |
| Aurelio De Marco   | 50     |  |
| Gaetano Montenegro | 49     |  |
| Javier Chevantón   | 45     |  |
| Luigi Silvestri    | 45     |  |
| Pietro De Santis   | 43     |  |
| Ennio Fiaschi      | 40     |  |
| Giancarlo Ferrari  | 36     |  |
| Mirko Vucinic      | 34     |  |